# 我家浴室的現況
《我家浴室的現況》是日本漫畫家いときち執筆的日本漫畫作品。《月刊Comic Gene》（Media Factory）2011年7月號開始連載。2014年10月起，在日本BS放送、萬代頻道和NICONICO動畫播出。

## 劇情簡介
龍己是一個獨居的高中生，某日，意外的搭救了一個倒在河邊的美少年，原來這位名叫若狹的年輕男子，竟是隻「人魚」。在陰錯陽差之下，若狹就這樣住進了龍己的浴室，兩人之間非比尋常的生活就此展開序幕。

## 登場人物

### 主要角色
龍己（聲優：島崎信長）
本作品的主角。有著黑色短髮和金色雙眼的17歲男高中生。
是個面癱，外表看似冷酷，實則性格溫柔，很會照顧人，擅長做家事，但因為不喜歡滑溜黏稠的物體而不會切魚。喜歡吃章魚、甜食、螃蟹。為了上學方便，借住在已過世的祖父母家，安然的過着一個人的生活，於親戚家的酒行兼職賣酒，但因為未成年的理由而拒絕喝酒（彩色特別篇曾因為若狹等人舉辦浴室派對期間，在浴缸倒進大量的酒，被濃厚的酒氣薰昏）。劇情初始時經過河畔，發現昏迷的若狹並將其帶回家裡，但自從若狹住進家中，開始煩惱水費和瓦斯費等開銷問題。其實在小時候在河邊釣魚，被受到仿真小魚吸引的若狹拉進河中，最後被若狹救回，還被當時的若狹威脅不能對任何人說出被誘餌釣上來的事，經歷溺水事件後的龍己變得很怕水，就連泡澡進浴缸也討厭，不過長大後已治好泡澡恐懼症。
童年時期和祖父關係很好，有點爺爺控，試過因若狹手滑打破龍己爺爺的花瓶而生氣，但其後才知道在小時候自己已經打破一次，最後與若狹和好。中學時期有過中二病的黑歷史，經常被久虎以此為把柄，試用對方發明的物品。備受花粉症所苦，只要花粉症發作就會嚴重失眠。雖然不常唱歌，但被安賀里評為有著不賴的歌聲。
雖然會為若狹三分鐘熱度的行事風格和毫無節制使用電熱水器感到頭痛，但其實很關心若狹，在夢境裡曾因為見到女性版的若狹而為之心動。此外在情人節也會收到許多女孩贈送的巧克力。
若狹（聲優：梅原裕一郎）
本作品另一位主角。一隻有著金色長髮，藍色雙眼的人魚。號稱20歲，但實際年齡保密。身長186公分，體重90幾公斤。因為不記得自己的生日，加上魚型的外貌，被龍己的妹妹霞將他的星座定為雙魚座。
劇情初始時原本住在上游水庫附近的水域，但因為不慎被人類發現行蹤，加上人類對水域造成的汙染而被迫遠離家鄉，在河邊昏倒而被龍己所救，喜歡上龍己的浴室而住進了龍己家。但其實過去便和童年時期的龍己相遇。
雖然是男性但有著一顆少女心，喜歡泡泡浴和粉紅色的東西。討厭綠色的東西和蔬菜，最喜歡的食物是漢堡排。原本只會閱讀不會寫字，但經過龍己指導後，已能執筆寫書信。因為無法像普通人那樣外出（曾被龍己帶至學校泳池游泳），只能透過龍己和後來造訪的霞、人類的書刊、架設在浴室裡的電視播放的節目增長自己的見識。非常害怕鳥，尤其是烏鴉，但對龍己浴室裡的玩具小鴨可接受，亦不敢靠近貓。
受生理構造的影響，不能長時間離開水裡，只要太久沒有回水裡就會死亡，被鹽巴沾到身體會被吸去防病菌的黏液，進而產生不適症狀。其力氣大得可於比腕力期間輕鬆扳倒龍己。因為魚鱗會洩漏其真實年齡，所以盡可能不讓他人發現掉落的魚鱗，待在濕氣過高的環境會讓髮型產生變化，俱備敏銳的嗅覺。因為龍己是第一個接觸的人類，十分重視龍己，曾經為龍己吃蔬菜。遇到低溫會失去體力。擅長演歌，其歌聲有讓人類女性迷得神魂顛倒的能力，但之後會短暫發不出聲音，臀部在漆黑的環境會發光。

### 龍己的親友
龍己和霞的祖父
僅於漫畫中出現但沒有帶出正面容貌的角色。蓄著綁成馬尾的年長老者。霞出世之前便已身故（漫畫提及其逝世月份為四月）。據龍己描述是個興趣廣泛但三分鐘熱度的男人，非常疼愛龍己，經常陪伴他釣魚和爬山，在攸關古堡話題時會格外多話。為了孫子而特地將自家浴室整修裝潢，將橡皮玩具小鴨贈與後者。
龍己和霞的祖母
名字不明，現已身故。
龍己和霞的父親
僅於漫畫中出現但沒有帶出正面容貌的角色。留著黑色短髮的男性，於妻子懷孕待產霞的期間，將龍己安排至父親（龍己的祖父）的老家暫住。目前和妻子及霞同住，固定在每個月第三個星期日外出。知道龍己近期為水電瓦斯費煩惱的事情。
龍己和霞的母親
僅於漫畫中出現但沒有帶出正面容貌的角色。蓄長髮的女性，在龍己因為祖父遺留的陶器被若狹失手摔破後，道出該陶器曾遭龍己摔破的實情。有時會委託霞帶點東西給龍己。
霞（聲優：木戶衣吹）
龍己的妹妹，有著深紫色頭髮和紫紅色雙眼的女孩。重度兄控，略帶傲嬌，深信星座占卜之說，和龍己同樣擅長烹飪。平常看似可愛，但對親近哥哥的人就會展示腹黑的性格，現時和雙親同住，因為雙親固定在每個月第三個星期日有事外出，故會抽空拜訪龍己。在漫畫中是第二位知道若狹存在的人。初期本排斥親近龍己的若狹，但發現若狹和她同樣喜歡「Mikami」牌的洗髮精及不排斥她的態度，遂開始接受對方並成為朋友，甚至對其產生好感（但仍聲明自己最愛的是龍己），稱呼若狹「魚先生」。對於若狹的非人朋友能若無其事的接受，唯獨對五郎丸的追求感到傷腦筋。
聰介
僅於漫畫中出現的角色。龍己的朋友兼同學。對龍己與人魚同住的事一無所知，一直誤會龍己有女朋友。有兩個姐姐，家裡似乎很有錢。在單行本第三集附錄內容透露其曾希望讓霞稱為「哥哥」，但被霞言詞拒絕。被霞稱為「阿聰」。
藏山
僅於漫畫中出現的角色。龍己的鄰居，是個很照顧他人的年輕長髮女孩。喜歡甜食，經常拿東西給龍己享用，曾在外出期間委託龍己代為照顧咪可。
久虎
僅於漫畫中出現的角色。龍己的叔叔。外型看似不修邊幅的中年男子，其實是在學校裡擔任教師的學者，願望是升職為副教授。單身，擅長發明物品，喜歡飲酒和搭訕年輕女孩，為了追求年輕女孩而發明稀奇古怪的發明品。知道龍己中學時期有過中二病的黑歷史，以揭露這段黑歷史做要脅，要求龍己試用發明品。其發明的物品往往都會為龍己等人帶來麻煩事件，但偶爾也有派上用場的時候。宿醉酒醒後會忘記酒醉期間發生的事，曾在酩町大醉的狀態踏進龍己家，撞見浴室裡的若狹並接受對方的存在，但在清醒後便忘記這件事。
四田先生
僅於漫畫中提及的角色。龍己的鄰居，曾在七夕分給龍己一枝許願竹。
龍己的鄰居們
僅於漫畫中登場的角色。住在龍己家附近的主婦們，曾因為聽見若狹的歌聲為之著迷而癱軟在地面。

### 非人角色
鷹巢（聲優：鈴木達央）
若狭的朋友，是一隻章魚。特徵為咖啡色的膚色和紅色長髮，金色雙眼，常戴著綠色頭巾的青年，腰部以下為八條章魚觸手，同樣號稱20歲。其實和若狹已認識超過半個世紀。手很靈活，專長是修理電器和按摩，亦擅長撬鎖，喜歡飲酒和黑暗狹窄的地方。因為曾經被安賀里咬過而害怕對方，和若狹同樣害怕幽靈。出乎意料的擅長吹笛，其繪畫作品之精湛連龍己亦甘拜下風。曾在龍己家的浴室因為意外受損後，將五右衛門浴池借給龍己和若狹。昔日和越前是至交，因為若狹出現，開始和越前爭著跟若狹玩耍，結果反而和越前變成死對頭，但其實和越前都很希望跟對方言歸於好。
三國（聲優：花江夏樹）
若狭的朋友，是一隻看似女性形狀的水母（但在中文版漫畫單行本翻譯其稱呼時為「三國先生（三國さん）」）。全身有99％是水分，身體呈現半透明的狀態，流失水分則會縮小。會分裂成數多隻，經過分裂再合體後體型會變大，毒性也會跟著增強。初登場時因為要攝取水分而前往公園，被目擊的居民和耳聞此事的龍己誤認成幽靈。性格天然呆，看不懂漢字，實際年齡超過一世紀，被其觸碰的活體生物會被螫到中毒。只要有水就能存活，所以被說為環保養育型，喜歡一種叫「Akyuerl」的礦泉水。喜歡四處流浪，從來都不會老實待在同一個地方。被龍己形容有著透明感的歌聲。
真木（聲優：津田健次郎）
若狭的朋友，是一隻田螺。外型是留著綠色長髮，配戴圓框眼鏡的嬌小青年。超級近視眼，不習慣耀眼的事物，性格平時是消極悲觀，但在龍己用牙刷清潔後會變爽朗。抽空拜訪若狹時被人類小孩欺負，被剛好經過的龍己解危。因為體型嬌小的緣故，所以龍己會為他準備適合他的體型使用的物品。擁有舔食滑溜附著物的習慣，因而順勢協助龍己清潔浴缸。摘掉眼鏡後的容貌意外的清朗。拿起麥克風就會變得判若兩人，搬家後也會改變性格。
安賀里
僅於漫畫中出現的角色。若狭的前輩，是一隻鯊魚。外型看似冷峻的黑色長髮男子，其實很容易害羞。因為張嘴會嚇到人，所以不喜歡開口說話，用肢體語言表達，只有若狹和龍己能看懂，實際上其聲音相當低沉，於七夕許下「希望能開口說話」的願望。為了不驚嚇到其他對象，吃東西等需要張嘴的場合，會盡可能不讓他人看見張嘴的模樣。可在水域裡感應物體，討厭條紋圖案的事物。據若狹稱其歌聲會震撼海洋換來喝采的暴風雨，被譽為「活著的傳說」，許多好萊塢的知名鯊魚電影正是以他做範本。因為龍己為若狹從祭典攤販帶回點心，還順勢分享給他而喜歡甜點。
五郎丸
僅於漫畫中出現的角色。若狭的後輩，是一隻海星，吸附力強。外表看起來像12歲的小孩子。喜歡挨著別人(尤其喜歡坐在龍己肩上)，想成為像龍己的男子漢，稱龍己為大哥。平常將頭髮梳成星型，但頭髮會在睡覺和碰到水的時候自動垂下，實為及肩中短髮，喜歡吃牡蠣。對小霞一見鍾情，因為追求小霞的方式十分激進，所以被龍己說為肉食系男子。願望是能長高。龍己將其評為「J-POP系的現充」，和鷹巢同樣不擅歌唱。
越前
僅於漫畫中出現的角色。若狭的朋友，是一隻螃蟹。外型為蓄著頂端為白色但後腦勺起始為紫紅色的長髮，綠色雙眼，配戴耳飾，腰部以下為螃蟹身軀的青年。個性很不坦率，有S傾向，因為自尊心強所以不怎麼和三國和安賀禮互動。聽力不佳，其螯之鋒利程度可輕易切開堅硬的物體。喜歡鈣，可一口氣喝掉整盒牛奶。不能一直泡在熱水中，否則會嘔白泡（意指變熟）。到脫皮的時期，會變得很虛弱所以一直都是若狹保護。本身和鷹巢是最佳搭檔，因為若狹與鷹巢關係變差，但其實跟鷹巢同樣渴望和對方和解，後來因為龍己將久虎調製的入浴劑倒進洗澡水，才和鷹巢同時吐露真心話。
真柄
僅於漫畫中出現的角色。若狭的朋友，是一隻小丑魚。外型會因為接觸到人類的不同性別，而跟者轉換，喜歡龍己。
小鴨鴨（聲優：川原慶久）
龍己家浴室的玩具橡皮小鴨。在劇中擔任旁白。據龍己表示其實為已故的祖父為讓懼水的他喜歡洗澡而贈與的玩具，後來龍己將其轉贈給若狹。
Q
龍己家的電熱水器，因為長期和人類接觸成為附喪神，從以前便親自見證著龍己的成長，但因為若狭長期不當使用導致性能衰退，只有在若狹單獨待在浴室時才會開口說話。
咪可
藏山的飼養的母貓，喜歡親近若狹和外面的野貓，因為視力不佳所以無法看見全身透明的三國，被鷹巢逗弄後也會親近對方。

### 其他角色
小偷
名字不明的男子，於龍己外出期間趁機潛進後者家行竊，但被隨後踏進龍己家的三國目擊，正欲離開時在走廊撞見返家的龍己和離開浴室的若狹，心生歹念準備擄走若狹，結果被龍己用過肩摔制伏，遭若狹和三國壓制在地，最後於飽受驚嚇的狀態逃出龍己家，向警方自首。為漫畫裡第三位知道若狹存在的人。

## 用語
「Akyuerl」
劇裡登場的虛構礦泉水品牌。
「Mikami」
劇裡登場的虛構洗髮精和沐浴乳廠牌，若狹和霞很喜歡用該廠牌的產品。
欲仙欲死極稠入浴劑
漫畫第50話登場，久虎的發明品之一。倒進泡澡水後，會讓泡澡水凝固，若是有人泡在水裡會被困住無法動彈。據久虎表示這是本來要做成按摩效果超群的濃稠入浴劑，但變成失敗品。
重返青春入浴劑
漫畫第51話登場，久虎的發明品之一。聲稱可讓使用者的肌膚返老還童，但其實是讓入浴的使用者精神年齡變得和嬰幼兒及兒童相差無幾。
費洛蒙大增特增☆男性魅力滿當當之酩町大醉入浴劑
漫畫第57話登場，久虎的發明品之一。倒進泡澡水後，可讓入浴者性格言談變得更加男子氣概，增添其男性魅力。被久虎視為自己的發明得意作。
泡澡劑13號
漫畫第75話登場，全名「討厭。已經。溢出來了。入浴劑」，久虎的發明品之一。倒進泡澡水後，可讓入浴者吐露秘密和真心話。

## 出版書籍
| 集數 | Media Factory  | Media Factory          | 東立出版社     | 東立出版社             |
| 集數 | 發售日期       | ISBN                   | 發售日期       | ISBN                   |
| ---- | -------------- | ---------------------- | -------------- | ---------------------- |
| 1    | 2012年3月27日  | ISBN 978-4-8401-4448-3 | 2013年11月29日 | ISBN 978-986-332-910-7 |
| 2    | 2012年10月27日 | ISBN 978-4-8401-4745-3 | 2013年11月29日 | ISBN 978-986-332-911-4 |
| 3    | 2013年5月27日  | ISBN 978-4-8401-5065-1 | 2014年1月10日  | ISBN 978-986-332-912-1 |
| 4    | 2014年5月27日  | ISBN 978-4-04-066553-5 | 2014年11月11日 | ISBN 978-986-365-168-0 |
| 5    | 2014年9月27日  | ISBN 978-4-04-066864-2 | 2015年5月26日  | ISBN 978-986-365-855-9 |
| 6    | 2015年10月27日 | ISBN 978-4-04-067833-7 | 2016年3月23日  | ISBN 978-986-462-419-5 |
| 7    | 2017年8月26日  | ISBN 978-4-04-068583-0 | 2018年7月17日  | ISBN 978-986-482-717-6 |
| 8    | 2020年2月27日  | ISBN 978-4-04-064350-2 |                |                        |

## 電視動畫

### 製作人員
- 原作：いときち
- 導演：青井小夜（日语：青井小夜）
- 執行製作人：原田浩介
- 製作人：Adil Tahir、竹田篤志
- 系列構成、劇本：綾奈由仁子
- 角色設計、總作畫導演：羽田浩二
- 美術導演：永吉幸樹
- 色彩設計：小鹿繪里
- 音響導演：小泉紀介
- 音樂：水谷廣實（日语：水谷広実）（Team-MAX）
- 音樂製作：ROCKMAN
- 剪接：齋藤朱里
- 製作：旭Production

### 主題曲
片頭曲「致命傷」
作詞：苑／作曲：彩雨／主唱：摩天樓オペラ

### 各話列表
| 話數   | 日文標題 | 中文標題                 | 情節     | 演出     | 作畫監督            |
| ------ | -------- | ------------------------ | -------- | -------- | ------------------- |
| 第1話  |          | 我家浴室特殊的事情       | 青井小夜 | 青井小夜 | 羽田浩二            |
| 第2話  |          | 我家迫切的家計事情       | 青井小夜 | 柳瀨雄之 | 羽田浩二            |
| 第3話  |          | 若狹朋友的狀況·鷹巢篇    | 青井小夜 | 青井小夜 | 羽田浩二 重松佐和子 |
| 第4話  |          | 若狹朋友的狀況·三國篇    | 青井小夜 | 青井小夜 | 羽田浩二            |
| 第5話  |          | 我家萬聖節的狀況         | 青井小夜 | 平向智子 | 青木真理子 羽田浩二 |
| 第6話  |          | 我家泡泡的狀況           | 青井小夜 | 平向智子 | 徳田夢之介 羽田浩二 |
| 第7話  |          | 我家兄妹的狀況           | 青井小夜 | 大塚隆寛 | 川崎愛香 羽田浩二   |
| 第8話  |          | 當今男子的潮流的現況     | 柳瀬雄之 | 大塚隆寛 | 南伸一郎 羽田浩二   |
| 第9話  |          | 裸誠相待之事情           | 柳瀬雄之 | 平向智子 | 小谷杏子 羽田浩二   |
| 第10話 |          | 若狹朋友的狀況·真木篇    | 柳瀬雄之 | 平向智子 | 菊田史子 羽田浩二   |
| 第11話 |          | 我家浴室的狀況之花樣多變 | 青井小夜 | 青井小夜 | 小谷杏子 羽田浩二   |
| 第12話 |          | 若狹獨守家門的狀況       | 青井小夜 | 青井小夜 | 松尾亞希子 羽田浩二 |
| 第13話 |          | 若狹的工作狀況           | 青井小夜 | 青井小夜 | 羽田浩二            |

### 播放電視台
| 播放地區 | 播放電視台   | 播放日期                | 播放時間（UTC+9）         | 所屬聯播網 | 備註           |
| -------- | ------------ | ----------------------- | ------------------------- | ---------- | -------------- |
| 日本全國 | 日本BS放送   | 2014年10月6日－12月29日 | 星期一 23時54分－24時00分 | BS衛星電視 | 『ANIME+』節目 |
| 日本全國 | NICONICO動畫 | 2014年10月7日－         | 星期二 22時00分 更新      | 網路電視   |                |
| 日本全國 | 萬代頻道     | 2014年10月7日－         | 星期二 24時00分 更新      | 網路電視   |                |

## 備註
1. ↑  1.但在漫畫彩色特別篇舉辦浴室派對時，若狹泡進加入抹茶粉的泡澡水不會感到恐懼。

## 外部連結
- 月刊Comic Gene 官方網站 （页面存档备份，存于） （日語）
- 東立出版社漫畫官方網站 （中文）
- 我家浴室的現況｜電視動畫官方網站 （日語）
- 我家浴室的現況的X（前Twitter） （日語）
- 我家浴室的現況的Facebook專頁 （日語）